# 29765 Miparedes
29765 Miparedes este un asteroid din centura principală de asteroizi.

## Descriere
29765 Miparedes este un asteroid din centura principală de asteroizi. A fost descoperit pe 10 februarie 1999 la Socorro, New Mexico, în cadrul proiectului LINEAR. Asteroidul prezintă o orbită caracterizată de o semiaxă mare de 2,38 ua, o excentricitate de 0,09 și o înclinație de 1,4° în raport cu ecliptica.